# 北马镇
北马镇，是中华人民共和国山東省烟台市龙口市下辖的一个乡镇级行政单位。

## 行政区划
北马镇下辖以下地区：
北村、东南村、东北村、南村、西村、柳杭村、柳杭姜家村、四甲王家村、薛家村、南曲家村、南吕家村、南赵家村、前寨村、后寨村、小姚家村、九甲村、北马后刁家村、呼栾村、道沟于家村、八甲赵家村、大吕家村、草道刘家村、午塔后陈家村、午塔村、前诸留村、后诸留村、霍家村、大姚家村、西二甲村、东二甲村、东陈家村、东孙家村、南仲家村、南孙家村、古现村、曲阜村、西刘家村、唐家泊村、南栾堡村、簸栾村、刘锢连家村、东刘家村、古庄头村、太平庄村、东转渠村、西转渠村、沙沟村、单家庙村、楼子庄村、员外刘家村、台上李家村、东周家村、西周家村、小陈家村、埠下王家村、大陈家村、尚家村、殿后村、河里张家村、庙前村、安家村、朱占村、于家庄村、王寿村、奶儿夼村、牛栏徐家村、上夼村、杨家庄村、埠上王家村、埠上李家村、仙人桥村、山后遇家村、上虎龙石村、下虎龙石村、陈家庄村、横沟村、乔家村、臧家村、洼子村、台上殷家村和黑夼村。

## 人口
2010年中国第六次人口普查时，北马镇共有人口56086人。共有家庭21340户，平均每户2.54人。14岁以下的少年儿童共6029人，占总人口10.74%；15-64岁人口共43117人，占总人口76.87%；65岁及以上的老年人共6940人，占总人口的12.37%。男性共计27778人，占总人口49.52%；女性共计28308，占总人口50.47%。本地居住的人口中，拥有本地户籍的人口为49956人，占89.07%。